# Thomas Charlton
Thomas Jackson "Tom" Charlton Jr. (født 12. juli 1934 i Savannah, Georgia, USA) er en amerikansk tidligere roer og olympisk guldvinder.

## Rokarriere
Charlton en relativt lille roer, da han i tre år var med i Yale Universitys otter (1,83 m og 81 kg). Han var kaptajn i båden, der deltog i OL 1956 i Melbourne, hvor amerikanerne var favoritter, da amerikanske ottere havde vundet guld ved alle de olympiske lege, de havde stillet op i. I indledende runde blev de dog kun nummer tre og måtte i opsamlingsheat, som de så vandt sikkert, og i semifinalen vandt de også, inden de i finalen først gik i spidsen lidt efter midtvejspunktet i løbet. Ulig finalerne i tidligere lege lykkedes det ikke amerikanerne at trække afgørende fra mod slutningen, og selv om  de vandt, var canadierne blot et par sekunder efter på andenpladsen, mens australierne fik bronze, yderligere et par sekunder bagud. Besætningen i den amerikanske båd bestod ud over Charlton af David Wight, John Cooke, Don Beer, Charles Grimes, Rusty Wailes, Bob Morey, Caldwell Esselstyn og styrmand William Becklean. Der deltog i alt 10 både i konkurrencen.

## OL-medaljer
- 1956:  Guld i otter